# Wikipedija na katalonskom jeziku
Katalonska Wikipedija (katalonski:  Viquipèdia en català) je inačica Wikipedije na katalonskom. Započeta je 16. ožujka 2001. godine, nekoliko minuta poslije Wikipedije na njemačkom.
Trenutačno ima 763.858 članaka.

## Vanjske poveznice
- katalonska Wikipedija